# Aeropuerto de Copenhague-Kastrup

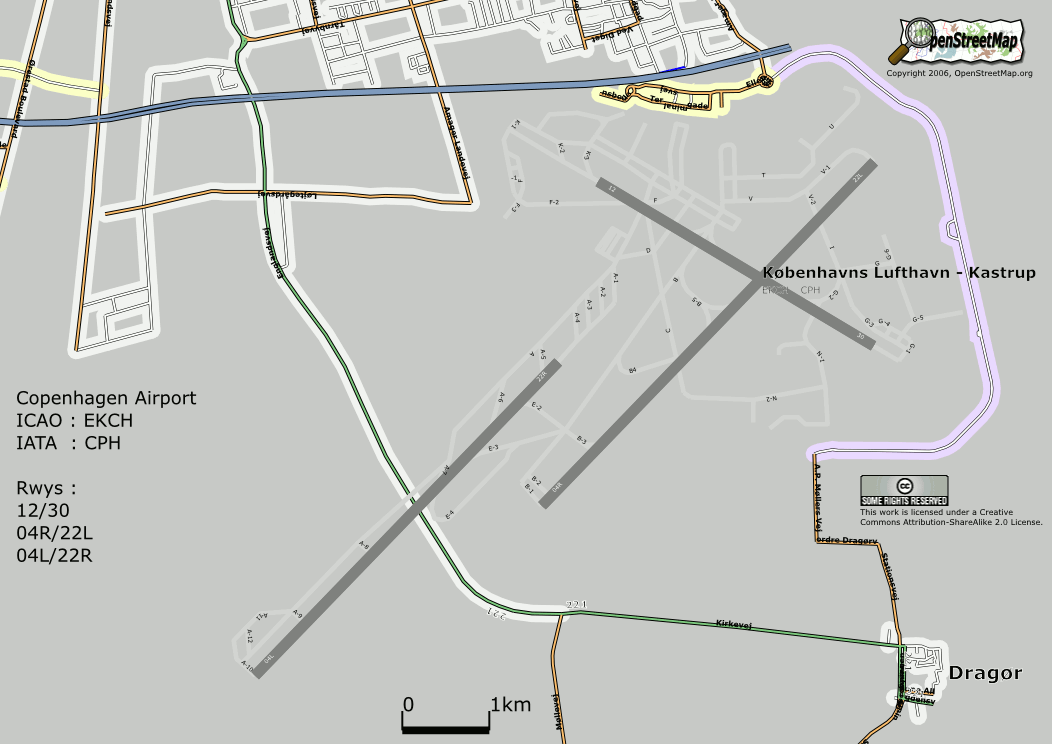
Mapa del Aeropuerto de Copenhague.

El aeropuerto de Copenhague-Kastrup (en danés: Københavns Lufthavn, Kastrup) (IATA: CPH, OACI: EKCH) es un aeropuerto que sirve a la ciudad de Copenhague, en Dinamarca y en menor medida a Malmö, en Suecia. Está localizado a 8 km al sur del centro de Copenhague, en la isla Amager. El aeropuerto se encuentra en su mayor parte en la municipalidad de Tårnby, con una pequeña parte en la vecina municipalidad de Dragør. El aeropuerto es el principal centro de conexión de Scandinavian Airlines System. Durante 2012 pasaron por el aeropuerto de Copenhague aproximadamente 23 millones de personas, convirtiéndolo en el aeropuerto más importante y transitado de los países escandinavos.

## Características
El Aeropuerto de Copenhague fue originalmente conocido como Aeropuerto de Kastrup, dada su localización en el pequeño pueblo de Kastrup, en la actualidad parte de la municipalidad de Tårnby. El nombre oficial del aeropuerto continúa siendo "Aeropuerto de Copenhague-Kastrup", para diferenciarlo del Aeropuerto de Roskilde, el cual oficialmente es el "Aeropuerto de Copenhague-Roskilde".
El aeropuerto cuenta con 1700 empleados, y tiene una capacidad máxima de 83 cargas por hora, con espacio para 108 aeronaves.
Kastrup ha ganado varios premios como uno de los mejores aeropuertos del mundo, incluyendo un lugar en la lista de las «Diez mejores salas de estar del mundo» de la revista Forbes, entre otros.
Copenhagen Airports A/S también opera el Aeropuerto de Roskilde y tiene un 49% del paquete accionario del Aeropuerto de Newcastle.
El aeropuerto cuenta con instalaciones como zona de recreo, cambio de divisas, alquiler de coches y taxis.

## Historia

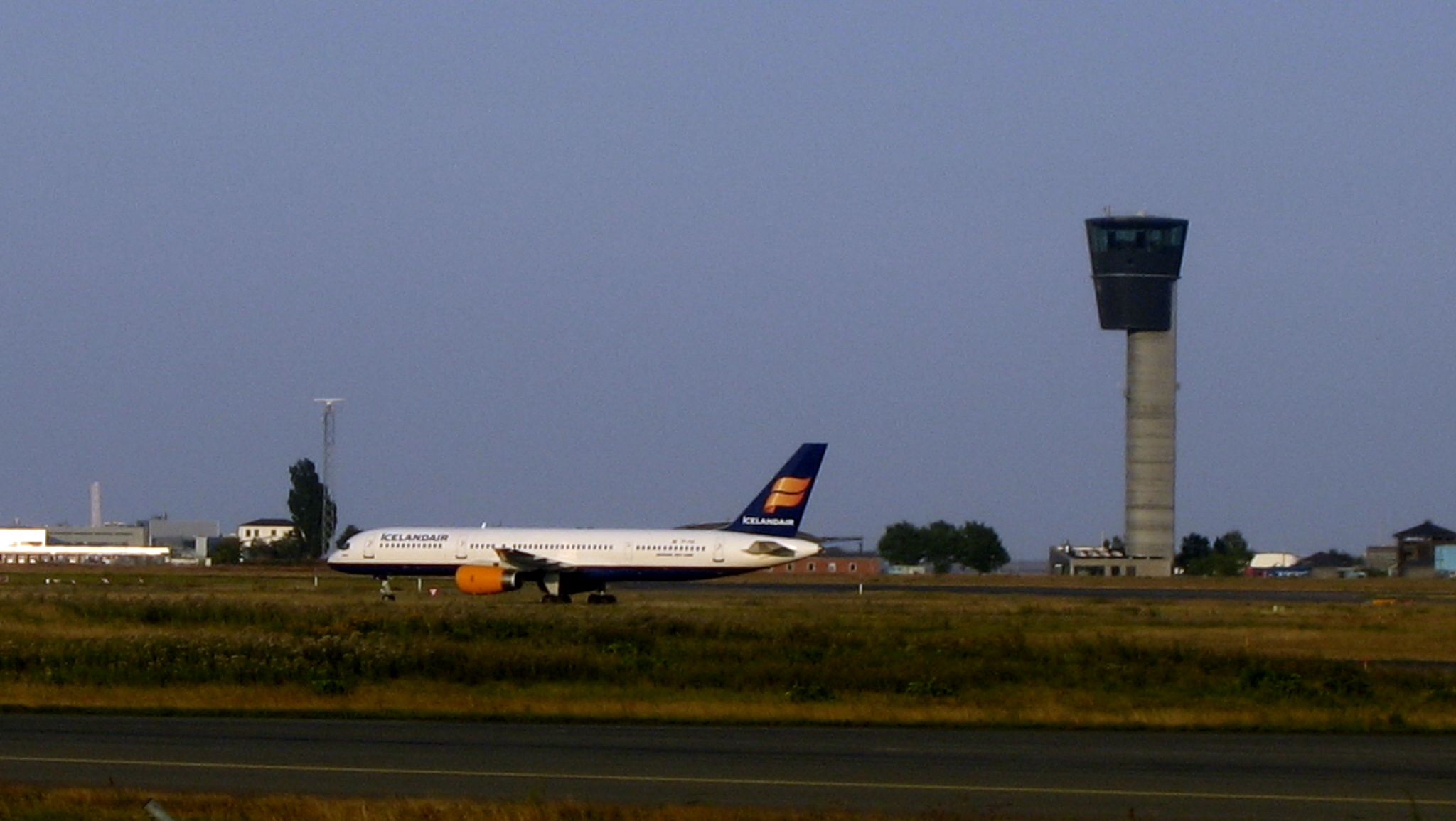
Torre de control y un Boeing 757 de Icelandair.

El aeropuerto se inauguró el 20 de abril de 1925 y fue uno de los primeros aeropuertos civiles del mundo. Consistía en una gran e impresionante terminal construida en madera, un par de hangares, un mástil para globos, una plataforma de aterrizaje para hidroaviones y algunas praderas que podían usarse como pistas.
De 1932 a 1939, los despegues y aterrizajes aumentaron de 6.000 a 50.000 y el número de pasajeros aumentó a 72.000. Entre 1936 y 1939, se construyó una nueva terminal, considerada uno de los mejores ejemplos del funcionalismo nórdico . La terminal fue diseñada por Vilhelm Lauritzen.
Durante la Segunda Guerra Mundial , el aeropuerto de Copenhague estuvo cerrado a las operaciones civiles, salvo para vuelos periódicos a destinos en Suecia , Alemania y Austria . En el verano de 1941 se inauguró la primera pista de superficie dura. Tenía 1400 metros (4600 pies) de largo y 65 metros (213 pies) de ancho.
El 1 de agosto de 1947 se fundó la Scandinavian Airlines System (SAS), un acontecimiento importante para el Aeropuerto de Copenhague-Kastrup, ya que se convertiría en el principal centro de conexión de la aerolínea. El tráfico se incrementa rápidamente durante los primeros años de operación de SAS. El 26 de enero, un Douglas DC-3 de KLM se estrelló en el aeropuerto tras una parada en un vuelo hacia Estocolmo. 22 personas murieron, incluyendo el príncipe sueco Gustavo Adolfo, y la cantante de opera estadounidense Grace Moore. En 1948, el aeropuerto de Copenhague era el tercer aeropuerto más grande de Europa, con 150 despegues diarios y casi 300.000 pasajeros al año.
En 1954, Scandinavian Airlines inició la primera ruta transpolar del mundo, con vuelos iniciales a Los Ángeles . La ruta resultó ser un éxito publicitario, y durante algunos años Copenhague se convirtió en un popular punto de tránsito para estrellas y productores de Hollywood que volaban a Europa; además, el aeropuerto manejaba 11 000 toneladas de carga al año.
En 1956, el aeropuerto manejaba un millón de pasajeros al año y ganó el premio al mejor aeropuerto del mundo. Las pistas se alargaron y se equiparon con equipos de tecnología avanzada.
Para el 10 de mayo de 1960, cuando se inauguró la nueva terminal del aeropuerto (actual Terminal 2). El tráfico nacional se trasladó a una nueva terminal nacional (la parte este de la Terminal 1). La terminal internacional (actual) se complementó con un nuevo muelle (C) y una sala de llegadas independiente (el edificio entre las Terminales 2 y 3). Una nueva torre de control y 3600 metros (11 800 pies) de pistas adicionales permitieron que los despegues y aterrizajes se realizaran simultáneamente. Cuando se completó la expansión integral en 1972, el número de despegues y aterrizajes superó los 180 000 y hubo más de ocho millones de pasaje.
La ampliación del aeropuerto comenzó en 1982, tras el necesario período de planificación. La intención no era construir el aeropuerto más grande de Europa, sino el aeropuerto predilecto de los pasajeros en tránsito. De 1984 a 1994, el servicio se operó mediante aerodeslizadores , mientras que entre 1994 y 2000 se utilizaron catamaranes. La conexión marítima se interrumpió en 2000 debido a la apertura del puente del Öresund.
El 1 de julio de 2000 se inauguró el puente de Øresund, que conecta Dinamarca y Suecia por autopista y tren. En 2001 se inauguró el hotel de cinco estrellas Hilton con 382 habitaciones. En 2006, por primera vez en su historia, el aeropuerto de Copenhague superó los 20 millones de pasajeros y alcanzó los 20.900.000 pasajeros. En octubre de 2007 se inauguró la estación de metro, que conecta el aeropuerto con el metro de Copenhague . Naviair inauguró una nueva torre de control en 2008 como parte de una importante renovación del sistema ATC.
Desde finales de 2015, el aeropuerto se convirtió en el primero en Escandinavia en tener un servicio regular del A380 después de que Emirates comenzara a operar el avión para su ruta a Copenhague.
Debido a la pandemia de COVID-19, el número de pasajeros se redujo drásticamente durante 2020. Este año hubo 7,525 millones de pasajeros, la mayoría en enero y febrero, cuando aún no se habían emitido restricciones.  El Informe Anual del Grupo 2020 mostró un déficit de 600 millones de coronas danesas. 

## Accesos

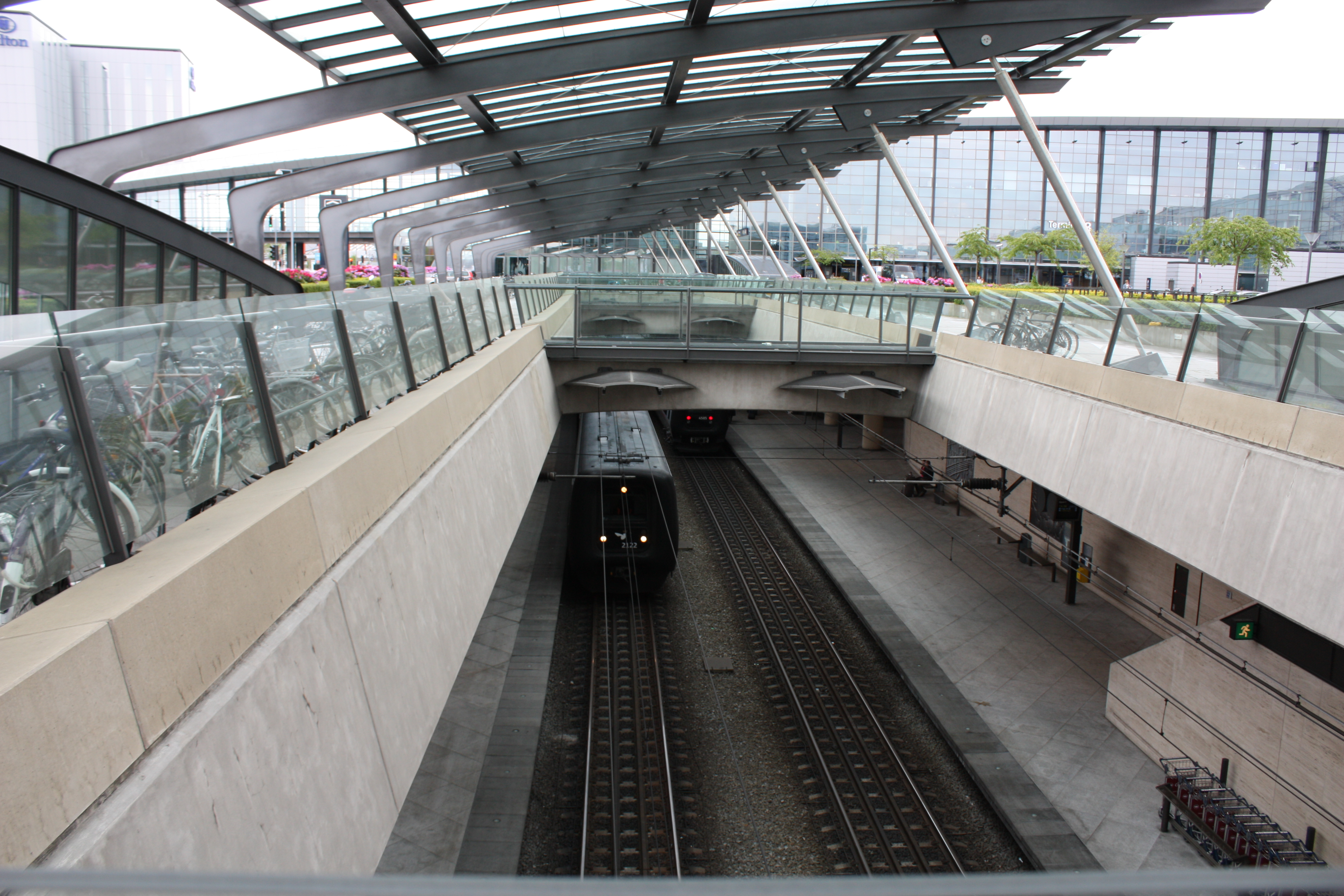
Estación de ferrocarril dentro del aeropuerto.

Al aeropuerto se puede acceder de varias maneras:
- Autopista: la autopista E20 pasa al lado del aeropuerto. La misma autopista utiliza el Puente de Øresund para dirigirse a Suecia. El aeropuerto cuenta con un estacionamiento con capacidad para 8600 vehículos en total. Los usuarios pueden adquirir su espacio de estacionamiento por internet, antes de dirigirse al aeropuerto.
- Autobús: los autobuses de la ciudad de Copenhague, ramales 12, 30, 36 y el autobús expreso 250S y el Greyhound bus 999, todos cuentan con una parada en el aeropuerto; el autobús 888 y el autobús expreso a Jutlandia, ambos paran en el aeropuerto. Hay servicios de larga distancia hacia y desde Suecia.
- Tren: la estación Københavns Lufthavn-Kastrup de la línea Øresund Railway se sitúa en el subsuelo de la Terminal 3.
- Metro: la estación de Lufthavnen comunica el aeropuerto con el centro de Copenhague.

## Aerolíneas y destinos

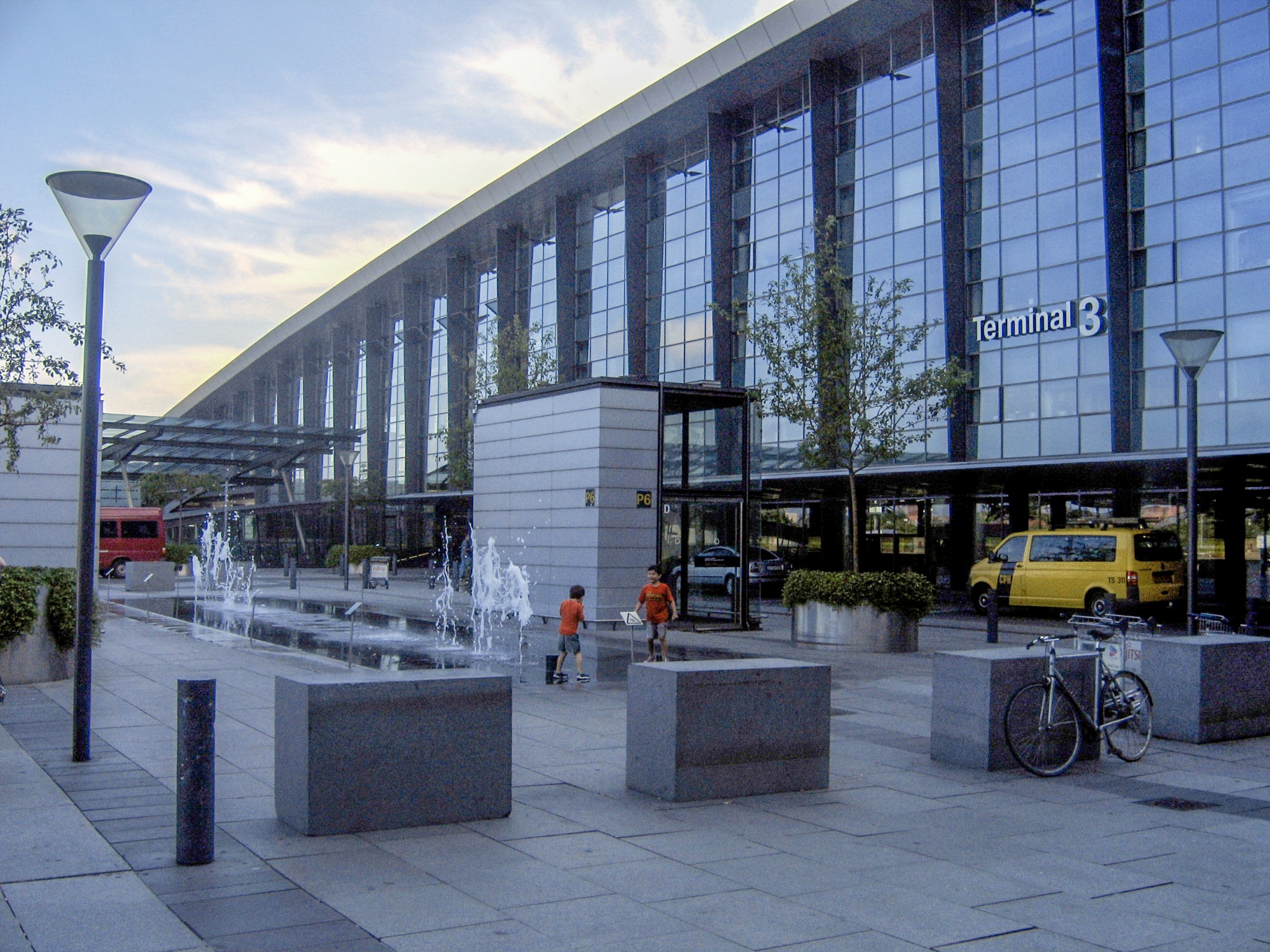
Terminal 3.

El Aeropuerto de Copenhague-Kastrup posee 3 terminales. Las terminales 2 y 3 comparten un pasillo común en el sector de embarque y también comparten el sector de arribos (aduana y entrega de equipajes), el cual está localizado en la Terminal 3.

### Destinos nacionales
| Aerolíneas            | Destinos                 |
| --------------------- | ------------------------ |
| Alsie Express         | Sønderborg               |
| Danish Air Transport  | Bornholm, Karup          |
| Norwegian Air Shuttle | Aalborg                  |
| SAS                   | Aalborg, Aarhus, Billund |

### Destinos internacionales
| Ciudades por países     | Nombre del aeropuerto                            | Aerolíneas                                        | Aeronaves         | Frecuencias semanales |        |
| África                  | África                                           | África                                            | África            | África                | África |
| ----------------------- | ------------------------------------------------ | ------------------------------------------------- | ----------------- | --------------------- | ------ |
| Egipto                  |                                                  |                                                   |                   |                       |        |
| El Cairo                | Aeropuerto Internacional de El Cairo             | Egyptair                                          |                   |                       |        |
| Etiopía                 |                                                  |                                                   |                   |                       |        |
| Adís Abeba              | Aeropuerto Internacional Bole                    | Ethiopian (Via VIE)                               | B787              |                       |        |
| Marruecos               |                                                  |                                                   |                   |                       |        |
| Casablanca              | Aeropuerto Internacional Mohámmed V              | Royal Air Maroc                                   |                   |                       |        |
| Marrakech               | Aeropuerto de Marrakech-Menara                   | Norwegian Air Shuttle                             | B737              |                       |        |
| Norteamérica            |                                                  |                                                   |                   |                       |        |
| Canadá                  |                                                  |                                                   |                   |                       |        |
| Toronto                 | Aeropuerto Internacional Toronto Pearson         | Air Canada SAS                                    | A321LR            |                       |        |
| Estados Unidos          |                                                  |                                                   |                   |                       |        |
| Boston                  | Aeropuerto Internacional Logan                   | SAS                                               | A350-941 / A321LR |                       |        |
| Chicago                 | Aeropuerto Internacional O'Hare                  | SAS                                               |                   |                       |        |
| Los Ángeles             | Aeropuerto Internacional de Los Ángeles          | SAS                                               |                   |                       |        |
| Miami                   | Aeropuerto Internacional de Miami                | SAS (Estacional)                                  |                   |                       |        |
| Newark                  | Aeropuerto Internacional Libertad de Newark      | SAS                                               |                   |                       |        |
| Nueva York              | Aeropuerto Internacional John F. Kennedy         | SAS                                               | A321LR            |                       |        |
| San Francisco           | Aeropuerto Internacional de San Francisco        | SAS                                               |                   |                       |        |
| Seattle                 | Aeropuerto Internacional de Seattle-Tacoma       | SAS (Inicia 21 de mayo de 2025)                   |                   | align="center"        |        |
| Washington D. C.        | Aeropuerto Internacional de Washington-Dulles    | SAS                                               | A321LR            |                       |        |
| Groenlandia             |                                                  |                                                   |                   |                       |        |
| Kangerlussuaq           | Aeropuerto de Kangerlussuaq                      | Air Greenland                                     | A330-841N         |                       |        |
| Asia                    |                                                  |                                                   |                   |                       |        |
| Catar                   |                                                  |                                                   |                   |                       |        |
| Doha                    | Aeropuerto Internacional Hamad                   | Finnair Qatar Airways                             | A330-302E B787    |                       |        |
| China                   |                                                  |                                                   |                   |                       |        |
| Chengdu                 | Aeropuerto Internacional de Chengdu-Shuangliu    | Sichuan Airlines                                  |                   |                       |        |
| Pekín                   | Aeropuerto Internacional de Pekín-Capital        | SAS                                               |                   |                       |        |
| Shanghái                | Aeropuerto Internacional de Pudong               | SAS                                               |                   |                       |        |
| EAU                     |                                                  |                                                   |                   |                       |        |
| Abu Dhabi               | Aeropuerto Internacional de Abu Dhabi            | Etihad Airways                                    | B787-9            | 4                     |        |
| Dubái                   | Aeropuerto Internacional de Dubái                | Emirates                                          |                   |                       |        |
| Hong Kong               |                                                  |                                                   |                   |                       |        |
| Hong Kong               | Aeropuerto Internacional de Hong Kong            | SAS                                               |                   |                       |        |
| India                   |                                                  |                                                   |                   |                       |        |
| Delhi                   | Aeropuerto Internacional Indira Gandhi           | Air India                                         |                   |                       |        |
| Irak                    |                                                  |                                                   |                   |                       |        |
| Bagdad                  | Aeropuerto Internacional de Bagdad               | Iraqi Airways                                     |                   |                       |        |
| Erbil                   | Aeropuerto Internacional de Erbil                | Iraqi Airways                                     |                   |                       |        |
| Nayaf                   | Aeropuerto Internacional de Nayaf                | Iraqi Airways                                     |                   |                       |        |
| Japón                   |                                                  |                                                   |                   |                       |        |
| Tokio                   | Aeropuerto Internacional de Narita               | SAS                                               |                   |                       |        |
| Pakistán                |                                                  |                                                   |                   |                       |        |
| Islamabad               | Aeropuerto Internacional Benazir Bhutto          | Pakistan International Airlines                   | B777              |                       |        |
| Lahore                  | Aeropuerto Internacional Allama Iqbal            | Pakistan International Airlines                   | B777              |                       |        |
| Singapur                |                                                  |                                                   |                   |                       |        |
| Singapur                | Aeropuerto Internacional de Singapur             | Singapore Airlines                                |                   |                       |        |
| Tailandia               |                                                  |                                                   |                   |                       |        |
| Bangkok                 | Aeropuerto Internacional Suvarnabhumi            | Thai Airways                                      |                   |                       |        |
| Turquía                 |                                                  |                                                   |                   |                       |        |
| Ankara                  | Aeropuerto Internacional Esenboğa                | SAS                                               |                   |                       |        |
| Antalya                 | Aeropuerto de Antalya                            | Pegasus Airlines Sunclass Airlines (Chárter)      | A3xx              |                       |        |
| Esmirna                 | Aeropuerto de Esmirna-Adnan Menderes             | SunExpress                                        | B737              |                       |        |
| Estambul                | Aeropuerto Internacional Atatürk                 | Turkish Airlines                                  |                   |                       |        |
| Estambul                | Aeropuerto Internacional Sabiha Gökçen           | Pegasus Airlines                                  |                   |                       |        |
| Konya                   | Aeropuerto de Konya                              | Turkish Airlines                                  |                   |                       |        |
| Europa                  |                                                  |                                                   |                   |                       |        |
| Alemania                |                                                  |                                                   |                   |                       |        |
| Berlín                  | Aeropuerto de Berlín-Brandeburgo Willy Brandt    | easyJet Europe Norwegian Air Shuttle SAS          | A3xx B737         |                       |        |
| Colonia/Bonn            | Aeropuerto de Colonia/Bonn                       | Ryanair                                           | B737              |                       |        |
| Düsseldorf              | Aeropuerto Internacional de Düsseldorf           | SAS                                               |                   |                       |        |
| Fráncfort del Meno      | Aeropuerto de Fráncfort del Meno                 | Lufthansa SAS                                     |                   |                       |        |
| Hamburgo                | Aeropuerto de Hamburgo-Fuhlsbüttel               | SAS                                               |                   |                       |        |
| Hannover                | Aeropuerto de Hanóver                            | SAS                                               |                   |                       |        |
| Múnich                  | Aeropuerto Internacional de Múnich               | Lufthansa SAS                                     |                   |                       |        |
| Stuttgart               | Aeropuerto de Stuttgart                          | SAS                                               |                   |                       |        |
| Austria                 |                                                  |                                                   |                   |                       |        |
| Viena                   | Aeropuerto de Viena-Schwechat                    | Austrian Airlines Laudamotion                     | A320-200          |                       |        |
| Bélgica                 |                                                  |                                                   |                   |                       |        |
| Bruselas                | Aeropuerto de Bruselas-National                  | Brussels Airlines SAS                             | A3xx              |                       |        |
| Charleroi               | Aeropuerto de Bruselas Sur                       | Ryanair                                           | B737              |                       |        |
| Croacia                 |                                                  |                                                   |                   |                       |        |
| Zagreb                  | Aeropuerto de Zagreb-Pleso                       | Croatia Airlines                                  |                   |                       |        |
| España                  |                                                  |                                                   |                   |                       |        |
| Alicante                | Aeropuerto de Alicante-Elche                     | Norwegian Air Shuttle Ryanair SAS Vueling         | B737 A3xx         |                       |        |
| Barcelona               | Aeropuerto de Barcelona-El Prat                  | Norwegian Air Shuttle SAS Vueling                 | B737 A3xx         |                       |        |
| Bilbao                  | Aeropuerto de Bilbao                             | Vueling                                           | A3xx              |                       |        |
| Fuerteventura           | Aeropuerto de Fuerteventura                      | Norwegian Air Shuttle (Estacional)                | B737              |                       |        |
| Gran Canaria            | Aeropuerto de Gran Canaria                       | Norwegian Air Shuttle Vueling                     | B737 A3xx         |                       |        |
| Madrid                  | Aeropuerto de Madrid-Barajas                     | Air Europa Iberia Express Ryanair                 | B7x7 A32x B737    |                       |        |
| Málaga                  | Aeropuerto de Málaga-Costa del Sol               | Norwegian Air Shuttle Ryanair SAS Vueling         | B737 A3xx         |                       |        |
| Palma de Mallorca       | Aeropuerto de Palma de Mallorca                  | SAS Sunclass Airlines (Chárter)                   | A3xx              |                       |        |
| Tenerife                | Aeropuerto de Tenerife Norte-Ciudad de La Laguna | Vueling                                           | A3xx              |                       |        |
| Tenerife                | Tenerife Sur                                     | SAS Sunclass Airlines (Chárter)                   | A3xx              |                       |        |
| Valencia                | Aeropuerto de Valencia                           | Ryanair                                           | B737              |                       |        |
| Finlandia               |                                                  |                                                   |                   |                       |        |
| Helsinki                | Aeropuerto de Helsinki-Vantaa                    | Finnair Norwegian Air Shuttle SAS                 | B737              |                       |        |
| Francia                 |                                                  |                                                   |                   |                       |        |
| Niza                    | Aeropuerto Internacional de Niza-Costa Azul      | Norwegian Air Shuttle SAS                         | B737              |                       |        |
| París                   | Aeropuerto de París-Charles de Gaulle            | Air France easyJet Europe SAS                     | A3xx              |                       |        |
| París                   | Aeropuerto de París-Orly                         | Norwegian Air Shuttle                             | B737              |                       |        |
| Grecia                  |                                                  |                                                   |                   |                       |        |
| Atenas                  | Aeropuerto Internacional Eleftherios Venizelos   | Aegean Airlines SAS                               | A32x              |                       |        |
| Hungría                 |                                                  |                                                   |                   |                       |        |
| Budapest                | Aeropuerto de Budapest-Ferenc Liszt              | Norwegian Air Shuttle Ryanair SAS                 | B737              |                       |        |
| Irlanda                 |                                                  |                                                   |                   |                       |        |
| Dublín                  | Aeropuerto de Dublín                             | Aer Lingus Norwegian Air Shuttle Ryanair SAS      | A3xx B737         |                       |        |
| Islandia                |                                                  |                                                   |                   |                       |        |
| Reikiavik               | Aeropuerto Internacional de Keflavík             | Icelandair                                        | B7x7              |                       |        |
| Islas Feroe             |                                                  |                                                   |                   |                       |        |
| Vágar                   | Aeropuerto de Vágar                              | Atlantic Airways                                  | A32x              |                       |        |
| Italia                  |                                                  |                                                   |                   |                       |        |
| Bergamo                 | Aeropuerto de Bérgamo-Orio al Serio              | Ryanair                                           | B737              |                       |        |
| Bolonia                 | Aeropuerto de Bolonia                            | SAS                                               |                   |                       |        |
| Milán                   | Aeropuerto de Milán-Linate                       | Alitalia SAS                                      |                   |                       |        |
| Milán                   | Aeropuerto de Milán-Malpensa                     | easyJet Europe Norwegian Air Shuttle SAS          | A3xx B737         |                       |        |
| Roma                    | Aeropuerto de Roma-Ciampino                      | Ryanair                                           | B737              |                       |        |
| Roma                    | Aeropuerto de Roma-Fiumicino                     | Alitalia easyJet Europe Norwegian Air Shuttle SAS | A3xx B737         |                       |        |
| Venecia                 | Aeropuerto Internacional Marco Polo              | SAS                                               |                   |                       |        |
| Kosovo                  |                                                  |                                                   |                   |                       |        |
| Pristina                | Aeropuerto Internacional de Priština             | SAS                                               |                   |                       |        |
| Letonia                 |                                                  |                                                   |                   |                       |        |
| Riga                    | Aeropuerto Internacional de Riga                 | AirBaltic Norwegian Air Shuttle                   | A220-371 B737     |                       |        |
| Lituania                |                                                  |                                                   |                   |                       |        |
| Kaunas                  | Aeropuerto de Kaunas                             | Ryanair                                           | B737              |                       |        |
| Palanga                 | Aeropuerto Internacional de Palanga              | SAS                                               |                   |                       |        |
| Vilna                   | Aeropuerto Internacional de Vilna                | SAS                                               |                   |                       |        |
| Luxemburgo              |                                                  |                                                   |                   |                       |        |
| Ciudad de Luxemburgo    | Aeropuerto de Luxemburgo                         | Luxair                                            |                   |                       |        |
| Noruega                 |                                                  |                                                   |                   |                       |        |
| Ålesund                 | Aeropuerto de Ålesund-Vigra                      | SAS                                               |                   |                       |        |
| Bergen                  | Aeropuerto de Bergen-Flesland                    | Norwegian Air Shuttle SAS                         | B737              |                       |        |
| Haugesund               | Aeropuerto de Haugesund-Karmøy                   | Widerøe                                           |                   |                       |        |
| Kristiansand            | Aeropuerto de Kristiansand-Kjevik                | Widerøe                                           |                   |                       |        |
| Oslo                    | Aeropuerto de Oslo-Gardermoen                    | Norwegian Air Shuttle SAS                         | B737              |                       |        |
| Sandefjord              | Aeropuerto de Sandefjord-Torp                    | AirBaltic (inicia 2 de abril de 2024) Widerøe     | A220-371          |                       |        |
| Stavanger               | Aeropuerto de Stavanger-Sola                     | SAS Widerøe                                       |                   |                       |        |
| Trondheim               | Aeropuerto de Trondheim-Værnes                   | Norwegian Air Shuttle SAS Widerøe                 | B737              |                       |        |
| Países Bajos            |                                                  |                                                   |                   |                       |        |
| Ámsterdam               | Aeropuerto de Ámsterdam-Schiphol                 | KLM KLM Cityhopper Norwegian Air Shuttle SAS      | E-Jet B737        |                       |        |
| Eindhoven               | Aeropuerto de Eindhoven                          | Transavia                                         | B737NG            |                       |        |
| Polonia                 |                                                  |                                                   |                   |                       |        |
| Breslavia               | Aeropuerto de Breslavia-Copérnico                | SAS                                               |                   |                       |        |
| Cracovia                | Aeropuerto de Cracovia-Juan Pablo II             | Norwegian Air Shuttle                             | B737              |                       |        |
| Gdansk                  | Aeropuerto de Gdańsk-Lech Wałęsa                 | SAS                                               |                   |                       |        |
| Poznań                  | Aeropuerto de Poznań-Ławica                      | SAS                                               |                   |                       |        |
| Varsovia                | Aeropuerto de Varsovia-Chopin                    | SAS LOT Polish Airlines                           |                   |                       |        |
| Varsovia                | Aeropuerto de Varsovia-Modlin                    | Ryanair                                           | B737              |                       |        |
| Portugal                |                                                  |                                                   |                   |                       |        |
| Faro                    | Aeropuerto de Faro                               | Norwegian Air Shuttle                             | B737              |                       |        |
| Funchal                 | Aeropuerto de Madeira                            | Norwegian Air Shuttle Sunclass Airlines (Chárter) | B737 A3xx         |                       |        |
| Lisboa                  | Aeropuerto de Lisboa                             | Norwegian Air Shuttle TAP Air Portugal            | A3xx              |                       |        |
| Reino Unido             |                                                  |                                                   |                   |                       |        |
| Aberdeen                | Aeropuerto de Aberdeen                           | SAS                                               |                   |                       |        |
| Birmingham              | Aeropuerto Internacional de Birmingham           | SAS                                               |                   |                       |        |
| Bristol                 | Aeropuerto Internacional de Brístol              | easyJet                                           | A3xx              |                       |        |
| Edimburgo               | Aeropuerto de Edimburgo                          | easyJet Norwegian Air Shuttle Ryanair SAS         | A3xx B737         |                       |        |
| Londres                 | Aeropuerto de Londres-Gatwick                    | easyJet Norwegian Air Shuttle                     | A3xx B737         |                       |        |
| Londres                 | Aeropuerto de Londres-Heathrow                   | British Airways SAS                               |                   |                       |        |
| Londres                 | Aeropuerto de Londres-Luton                      | easyJet Ryanair                                   | A3xx B737         |                       |        |
| Londres                 | Aeropuerto de Londres-Stansted                   | easyJet                                           | A3xx              |                       |        |
| Mánchester              | Aeropuerto de Mánchester                         | easyJet SAS                                       | A3xx              |                       |        |
| Newcastle upon Tyne     | Aeropuerto de Newcastle upon Tyne                | SAS                                               |                   |                       |        |
| República Checa         |                                                  |                                                   |                   |                       |        |
| Praga                   | Aeropuerto de Praga                              | Czech Airlines Norwegian Air Shuttle SAS          | B737              |                       |        |
| Rumania                 |                                                  |                                                   |                   |                       |        |
| Bucarest                | Aeropuerto Internacional de Bucarest             | SAS                                               |                   |                       |        |
| Serbia                  |                                                  |                                                   |                   |                       |        |
| Belgrado                | Aeropuerto de Belgrado-Nikola Tesla              | Air Serbia                                        |                   |                       |        |
| Suecia                  |                                                  |                                                   |                   |                       |        |
| Estocolmo               | Aeropuerto de Estocolmo-Arlanda                  | Norwegian Air Shuttle SAS                         | B737              |                       |        |
| Estocolmo               | Aeropuerto de Estocolmo-Skavsta                  | Ryanair                                           | B737              |                       |        |
| Gotemburgo              | Aeropuerto de Gotemburgo-Landvetter              | SAS                                               |                   |                       |        |
| Linköping               | Aeropuerto de Linköping                          | SAS                                               |                   |                       |        |
| Suiza                   |                                                  |                                                   |                   |                       |        |
| Ginebra                 | Aeropuerto Internacional de Ginebra              | easyJet Switzerland SAS Swiss                     | A3xx A            |                       |        |
| Zúrich                  | Aeropuerto Internacional de Zúrich               | SAS Swiss                                         | A                 |                       |        |
| Suiza Francia Alemania  |                                                  |                                                   |                   |                       |        |
| Basel/Mulhouse/Friburgo | Aeropuerto de Basilea-Mulhouse-Friburgo          | easyJet Switzerland                               | A3xx              |                       |        |

### Destinos Estacionales
| Ciudades por países  | Nombre del aeropuerto                          | Aerolíneas                                             | Aeronaves     | Frecuencias semanales |        |
| África               | África                                         | África                                                 | África        | África                | África |
| -------------------- | ---------------------------------------------- | ------------------------------------------------------ | ------------- | --------------------- | ------ |
| Egipto               |                                                |                                                        |               |                       |        |
| Sharm el-Sheikh      | Aeropuerto Internacional de Sharm el-Sheij     | Air Cairo                                              | A32x          |                       |        |
| Marruecos            |                                                |                                                        |               |                       |        |
| Agadir               | Aeropuerto de Agadir-Al Massira                | Norwegian Air Shuttle                                  | B737          |                       |        |
| Norteamérica         |                                                |                                                        |               |                       |        |
| Estados Unidos       |                                                |                                                        |               |                       |        |
| Boston               | Aeropuerto Internacional Logan                 | SAS                                                    |               |                       |        |
| Nueva York           | Aeropuerto Internacional John F. Kennedy       | Delta Air Lines                                        |               |                       |        |
| Groenlandia          |                                                |                                                        |               |                       |        |
| Narsarsuaq           | Aeropuerto de Narsarsuaq                       | Air Greenland                                          | A330-223      |                       |        |
| Caribe               |                                                |                                                        |               |                       |        |
| Cuba                 |                                                |                                                        |               |                       |        |
| Varadero             | Aeropuerto Juan Gualberto Gómez                | Sunclass Airlines (Chárter)                            | A3xx          |                       |        |
| República Dominicana |                                                |                                                        |               |                       |        |
| Puerto Plata         | Aeropuerto Internacional Gregorio Luperón      | TUIfly Nordic (Chárter)                                | B7x7          |                       |        |
| Punta Cana           | Aeropuerto Internacional de Punta Cana         | Sunclass Airlines (Chárter)                            | A3xx          |                       |        |
| Asia                 |                                                |                                                        |               |                       |        |
| EAU                  |                                                |                                                        |               |                       |        |
| Dubái                | Aeropuerto Internacional de Dubái              | Norwegian Air Shuttle                                  | B737          |                       |        |
| Hong Kong            |                                                |                                                        |               |                       |        |
| Hong Kong            | Aeropuerto Internacional de Hong Kong          | Cathay Pacific                                         |               |                       |        |
| Líbano               |                                                |                                                        |               |                       |        |
| Beirut               | Aeropuerto Internacional de Beirut             | Middle East Airlines                                   | A3xx          |                       |        |
| Tailandia            |                                                |                                                        |               |                       |        |
| Phuket               | Aeropuerto Internacional de Phuket             | Thai Airways Sunclass Airlines (Chárter) TUIfly Nordic | A3xx B7x7     |                       |        |
| Turquía              |                                                |                                                        |               |                       |        |
| Antalya              | Aeropuerto de Antalya                          | SunExpress TUIfly Nordic (Chárter)                     | B737 B7x7     |                       |        |
| Esmirna              | Aeropuerto de Esmirna-Adnan Menderes           | TUIfly Nordic (Chárter)                                | B7x7          |                       |        |
| Europa               |                                                |                                                        |               |                       |        |
| Austria              |                                                |                                                        |               |                       |        |
| Innsbruck            | Aeropuerto de Innsbruck                        | Atlantic Airways (Chárter) Austrian Airlines           | A32x          |                       |        |
| Bulgaria             |                                                |                                                        |               |                       |        |
| Burgas               | Aeropuerto de Burgas                           | BH Air Norwegian Air Shuttle                           | A320-232 B737 |                       |        |
| Varna                | Aeropuerto de Varna                            | Bulgaria Air Sunclass Airlines (Chárter)               | A3xx          |                       |        |
| Croacia              |                                                |                                                        |               |                       |        |
| Dubrovnik            | Aeropuerto de Dubrovnik                        | Norwegian Air Shuttle SAS                              | B737          |                       |        |
| España               |                                                |                                                        |               |                       |        |
| Madrid               | Aeropuerto de Madrid-Barajas                   | Air Europa                                             | B737          |                       |        |
| Francia              |                                                |                                                        |               |                       |        |
| Bastia               | Aeropuerto de Bastia-Poretta                   | Atlantic Airways SAS                                   | A32x          |                       |        |
| Biárriz              | Aeropuerto de Biarritz-Anglet-Bayonne          | SAS                                                    |               |                       |        |
| Burdeos              | Aeropuerto de Burdeos-Mérignac                 | Air France                                             |               |                       |        |
| Grecia               |                                                |                                                        |               |                       |        |
| Atenas               | Aeropuerto Internacional Eleftherios Venizelos | Norwegian Air Shuttle                                  | B737          |                       |        |
| Corfú                | Aeropuerto Internacional de Corfú              | Norwegian Air Shuttle Sunclass Airlines (Chárter)      | B737 A3xx     |                       |        |
| Heraclión            | Aeropuerto Internacional Nikos Kazantzakis     | Aegean Airlines Norwegian Air Shuttle                  | A32x B737     |                       |        |
| Kalamata             | Aeropuerto de Kalamata                         | Aegean Airlines                                        | A32x          |                       |        |
| La Canea             | Aeropuerto Internacional de La Canea           | Norwegian Air Shuttle SAS                              | B737          |                       |        |
| Rodas                | Aeropuerto Internacional de Rodas-Diágoras     | Aegean Airlines                                        | A32x          |                       |        |
| Italia               |                                                |                                                        |               |                       |        |
| Cagliari             | Aeropuerto de Cagliari-Elmas                   | SAS                                                    |               |                       |        |
| Catania              | Aeropuerto de Catania-Fontanarossa             | Norwegian Air Shuttle                                  | B737          |                       |        |
| Florencia            | Aeropuerto de Florencia                        | Vueling                                                | A3xx          |                       |        |
| Serbia               |                                                |                                                        |               |                       |        |
| Belgrado             | Aeropuerto de Belgrado-Nikola Tesla            | Norwegian Air Shuttle                                  | B737          |                       |        |

## Estadísticas

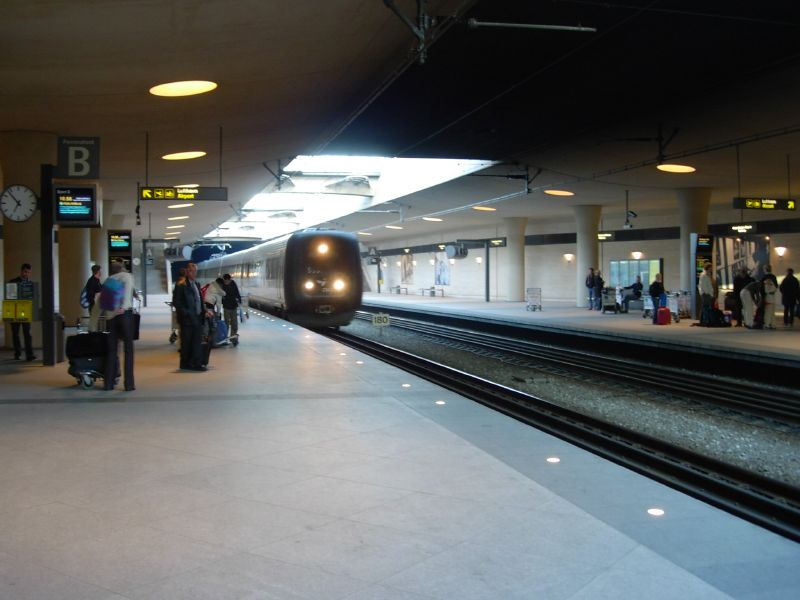
Cuatro ferrocarriles sirven la estación de tren del aeropuerto

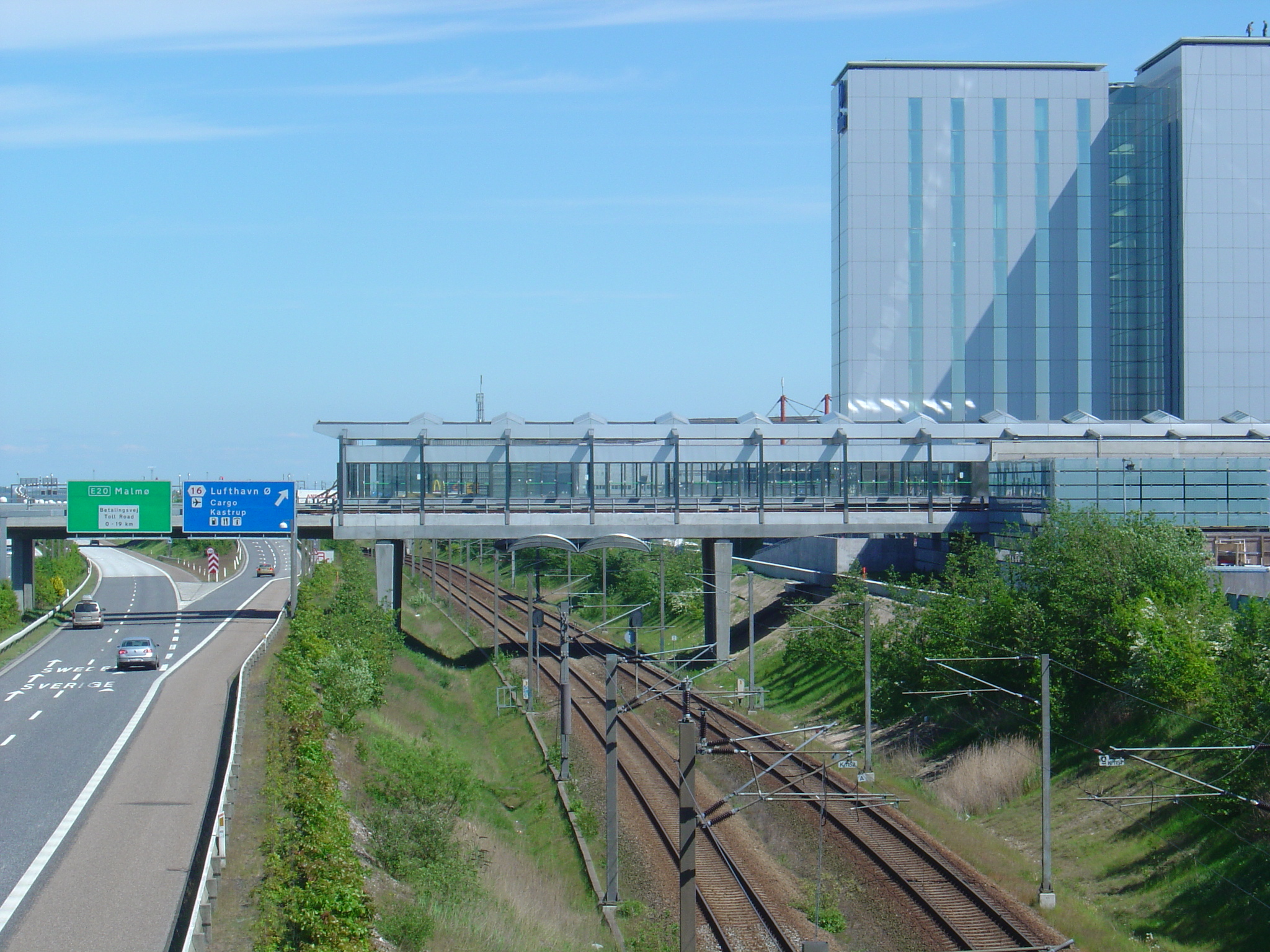
Estación de metro Lufthavnen

Ver fuente y consulta Wikidata.